# Pause (travail)
Pour les articles homonymes, voir Pause.

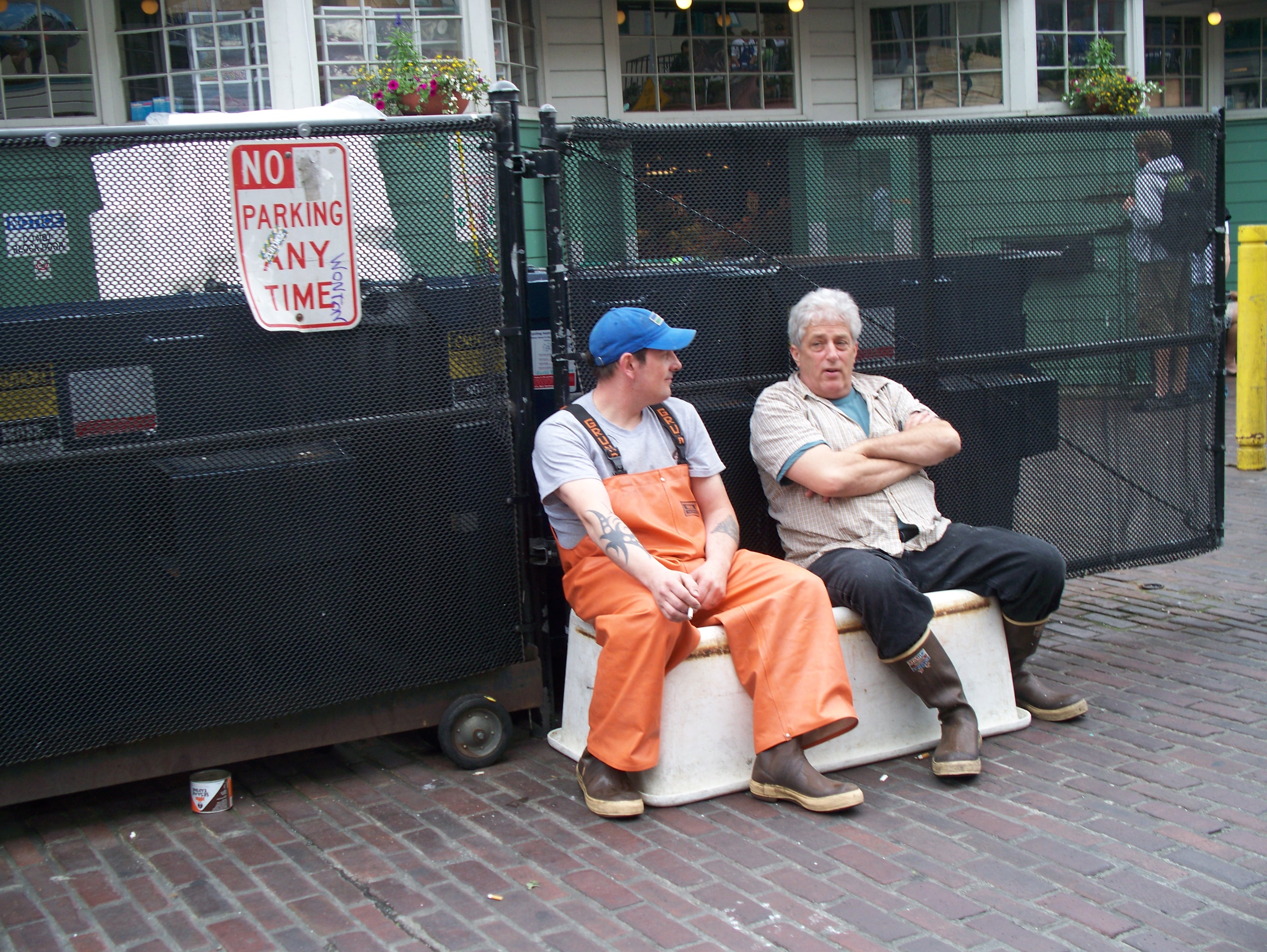
Travailleurs effectuant une pause

La pause (temps de pause, coupure, break,voire pause déjeuner, pause café ou pause cigarette) est un arrêt de travail de courte durée effectuée par un employé sur son lieu de travail ou dans le cadre de son activité professionnelle.

## Présentation et législation
Différentes législations, notamment dans les pays de l'Union européenne, impose un temps de pause, dont la durée est fixée par des conventions collectives ou par la législation nationale. Selon le droit européen, le temps de pause doit être inclus dans le temps de travail, concept pas forcément bien intégré par tous les états membres.

### En Europe

#### En Belgique
En Belgique, les « intervalles de repos dans le courant de la prestation » (ou pauses) s'appliquent, sauf exception (tels que certaines emplois dans la fonction publique), à tous les travailleurs lorsque la prestation de travail atteint six heures d'activité continue. La durée et les modalités d'octroi de la pause sont fixées soit par des modalités liées aux conventions collectives, soit par arrêté royal (article 38quater de la loi du 16 mars 1971 sur le travail).

#### En France
En France, selon l'article L3121-16 sur code du travail, si le temps de travail quotidien atteint six heures, le salarié doit bénéficier d'un temps de pause d'au moins vingt minutes consécutives. La pause est accordée, soit immédiatement après six heures de travail, soit avant que cette durée de six heures ne soit entièrement effectuée. L'article L3121-17 précise qu'une convention, accord d'entreprise ou d'établissement ou un accord de branche peut cependant fixer un temps de pause supérieur.

### En Chine
S'il n'existe pas de temps de pause d'un point de vue européen en Chine, il existe cependant un temps de « pause sieste » (shui wu jiao, signifiant « sommeil du midi ») effective dans toutes les entreprises chinoises. Cette pause se concrétise par trente minutes de repos obligatoire effectuée après le déjeuner, c'est une norme fixée par la constitution chinoise (article 43),.

### Au Japon
Selon la législation du pays, une pause d'au moins 45 minutes doit être accordée aux employés japonais lorsque la durée du travail dépasse six heures, et d'une heure lorsque celle-ci dépasse huit heures.

### Aux États-Unis
Pays très libéral au niveau économique, aucune législation n'impose une durée de pause dans une entreprise même si un court temps (qualifié de « break ») peut être exercée entre employés dans le cadre du travail (généralement autour d'une machine à café situé près du centre d'activité). Rien n'oblige l'employeur à accorder un temps de pause même d'une durée minimale, même quelquefois pour une simple « pause pipi » alors que selon le Washington Post, les sociétés sont normalement tenues de mettre à disposition des toilettes et de laisser leurs employés les utiliser. Il existe cependant certaines exceptions légales dont celle qui concerne la fonction de transport routier de marchandise; les chauffeurs et chauffeuses doivent effectuer une interruption consécutive de trente minutes si plus de huit heures de conduite se sont écoulées sans aucun arrêt. Cette « pause » peut être effective par toute activité sans conduite ou par une combinaison d’activités sans conduite de trente minutes consécutives.